# Davallia mariesii
Davallia mariesii là một loài dương xỉ trong họ Davalliaceae. Loài này được T. Moore ex Baker mô tả khoa học đầu tiên năm 1891.

## Hình ảnh

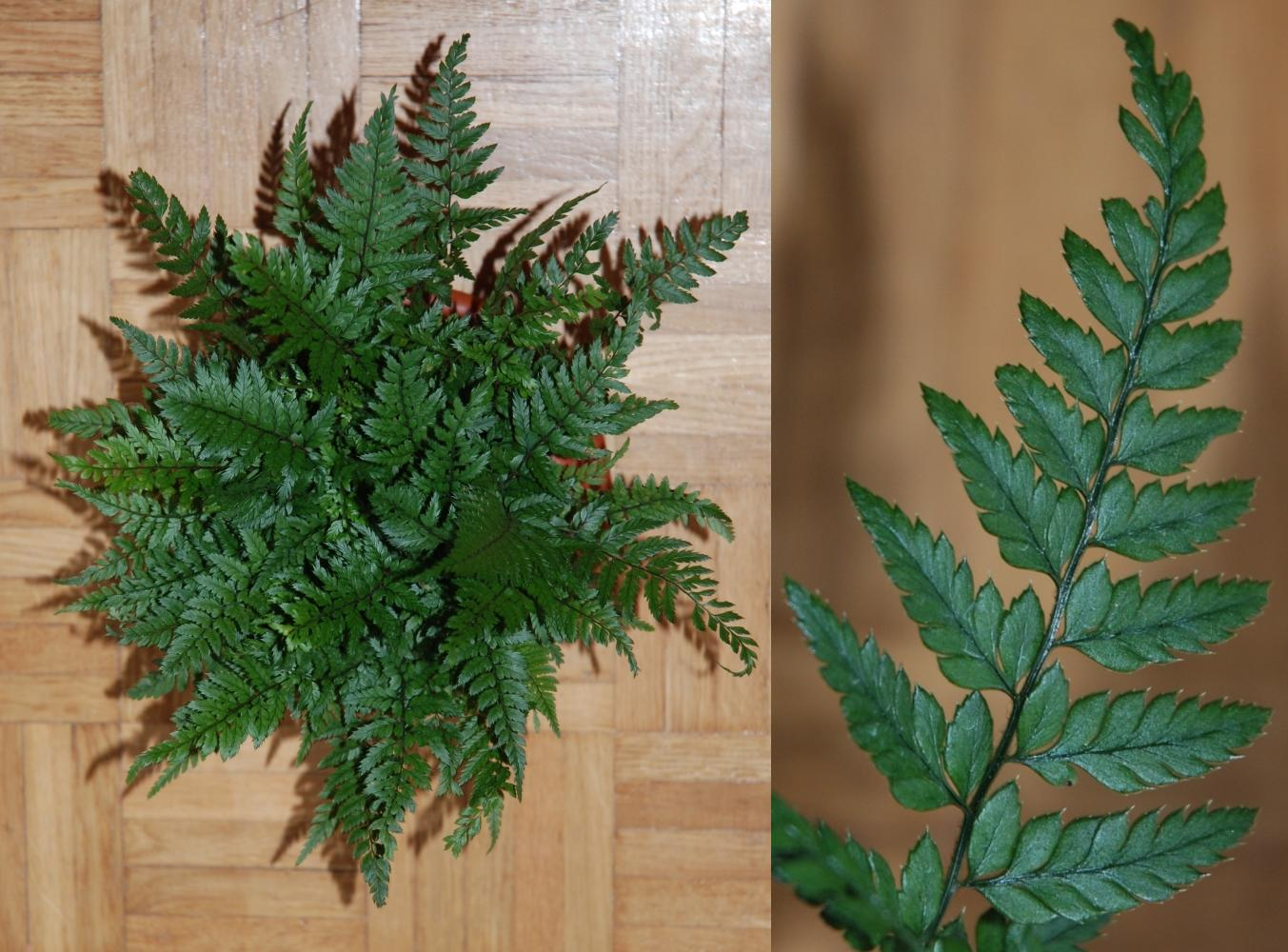
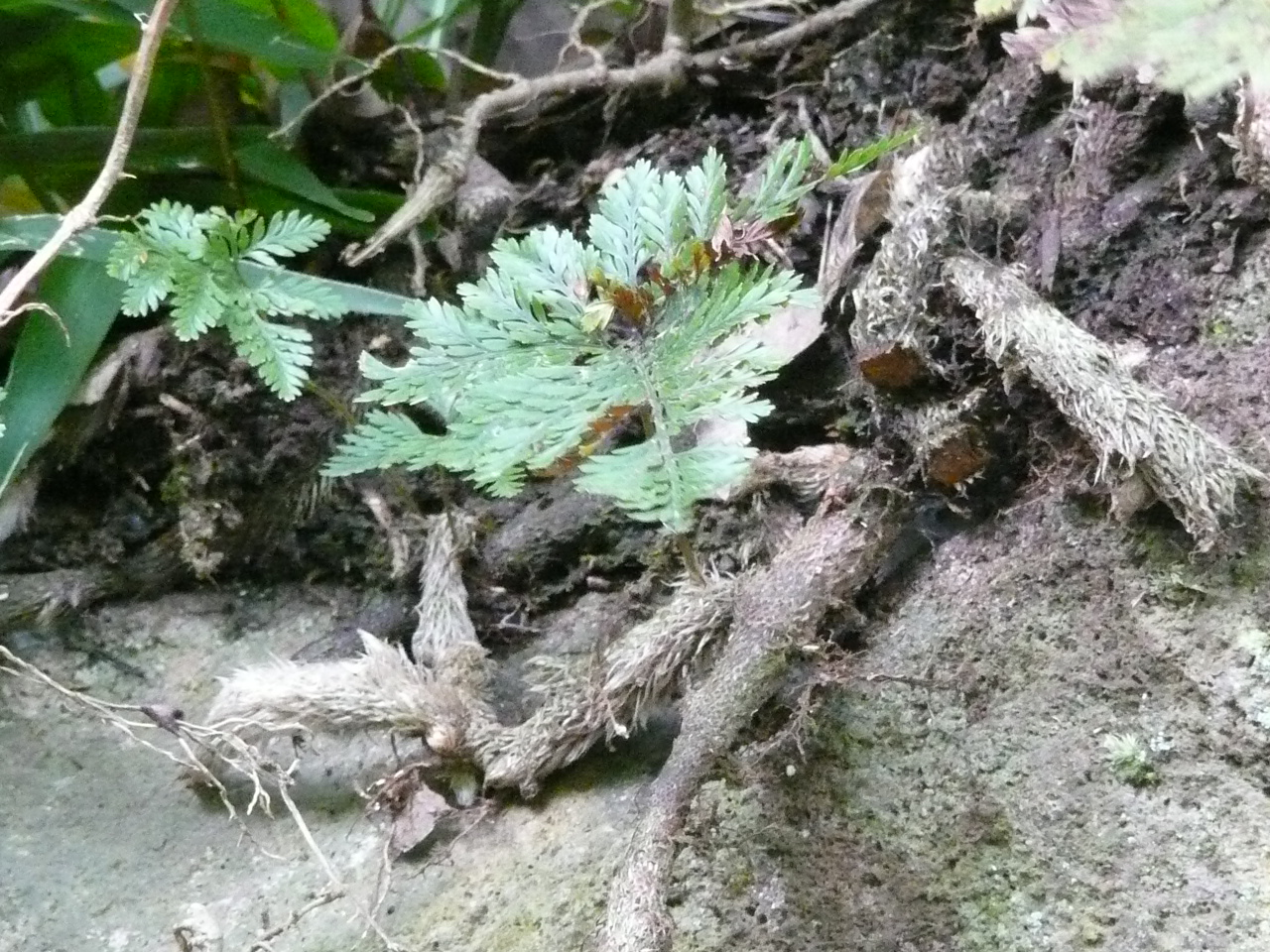